# Keely Hodgkinsonová
Keely Nicole Hodgkinsonová (* 3. března 2002) je britská atletka, Olympijská vítězka v běhu na 800 metrů, běžkyně na střední tratě, která se specializuje především na běh na 800 metrů. Jako devatenáctiletá vybojovala v roce 2021 na olympijských hrách v Tokiu stříbrnou medaili výkonem 1:55,88. Mezi další úspěchy patří zisk dvou stříbrných medailí z mistrovství světa, dvě zlata z halového mistrovství Evropy a titul mistryně Evropy pod širým nebem. Největší dosavadní úspěch zaznamenala na olympijských hrách v Paříži, kde po skvělém výkonu ve finále brala zlatou medaili za 1:56,72.
Narodila se v severozápadní Anglii ve městě Wigan, které leží v blízkosti Manchesteru. Společně se třemi mladšími sourozenci vyrůstala v městečku Atherton. Od roku 2020 studuje kriminologii na univerzitě v Leedsu.

## Osobní rekordy

### Hala
- 400 m – 52,42 s – 27. února 2022, Birmingham
- 800 m – 1:57,18 – 25. února 2023, Birmingham

### Dráha
- 400 m – 51,76 s – 14. července 2023, Espoo
- 800 m – 1:54,61 – 20. července 2024, Londýn